# Grambek
Grambek település Németországban, Schleswig-Holstein tartományban. Lakosainak száma 532 fő (2023. december 31.).

## Népesség
A település népességének változása:
| Lakosok száma | 318  | 474  | 490  | 502  | 486  | 532  |
|               | 1975 | 2017 | 2019 | 2021 | 2022 | 2023 |